# Andrew Hammond
Andrew Robert Hammond (* 11. Februar 1988 in White Rock, British Columbia) ist ein ehemaliger kanadischer Eishockeytorwart, der im Verlauf seiner aktiven Karriere zwischen 2009 und 2022 unter anderem 82 Spiele für die Ottawa Senators, Colorado Avalanche, Minnesota Wild, Canadiens de Montréal und New Jersey Devils in der National Hockey League (NHL) bestritten hat. Darüber hinaus war Hammond hauptsächlich in der American Hockey League (AHL) aktiv, wo er weitere 180 Partien absolvierte.

## Karriere

### Jugend
Andrew Hammond spielte in der Semiahmoo Minor Hockey Association in seiner Heimatstadt White Rock, ehe er mit Beginn der Saison in die British Columbia Hockey League (BCHL) zu den Westside Warriors wechselte, die im circa 350 Kilometer entfernten Kelowna beheimatet sind. Dort kam er allerdings nur zu einem Einsatz, in dem er in 34 Minuten vier Gegentore zuließ, woraufhin er aus dem Kader der Warriors gestrichen wurde. Hammond erwog bereits zu diesem Zeitpunkt, mit dem Eishockeyspielen aufzuhören, jedoch wurde er vom Trainer der Grandview Steelers überzeugt, sich seinem Team anzuschließen und somit vorerst in der eine Ebene tiefer angesiedelten Pacific Junior Hockey League zu spielen. Hammond stimmte zu und erreichte in 27 Einsätzen der regulären Saison eine Fangquote von 93 %. Ferner stieß er mit dem Team bis ins Finale der Play-offs vor, wo man allerdings den Abbotsford Pilots unterlag.
Mit diesen Erfolgen schloss sich der Kanadier mit Beginn der Spielzeit 2007/08 wieder einem Team aus der BCHL an, den Surrey Eagles. Von dort wurde er allerdings nach 32 Spielen während der laufenden Saison an die 400 Kilometer entfernten Vernon Vipers abgegeben – für Hammond erneut ein Grund, an der Fortsetzung seiner Karriere zu zweifeln. Wiederum entschied sich der Torhüter gegen ein frühes Karriereende und sollte in der Folgesaison 2008/09 mit den Vipers seinen Durchbruch in der BCHL erleben. In der regulären Saison erreichte er einen ligaweit besten Gegentorschnitt von 2,30 und wurde dafür mit dem BCHL Top Goaltender Award ausgezeichnet. Außerdem gewann er mit der Mannschaft nicht nur den Fred Page Cup als Playoff-Sieger der BCHL, wobei er eine Fangquote von 94,6 % erzielte, sondern in der Folge auch den Doyle Cup und schließlich den Royal Bank Cup als bestes Team der Canadian Junior Hockey League.

### Universität
Im Sommer 2009 schrieb sich Hammond an der Bowling Green State University ein und lief fortan für deren Bowling Green Falcons in der Central Collegiate Hockey Association auf. Das erste Jahr verlief sportlich enttäuschend, so gewannen die Falcons kein Spiel und beendeten die Saison auf dem vorletzten Platz, während Hammond im Schnitt 4,30 Gegentore pro Spiel zuließ. Als Sophomore steigerte er seine Statistik deutlich und wurde am Ende der Saison teamintern als bester und wertvollster Defensivspieler ausgezeichnet. Während er sich in den ersten beiden Spielzeiten die Einsatzzeiten mit Nick Eno teilen musste, war er mit Beginn der Saison 2011/12 unumstrittener Stammtorhüter der Falcons und absolvierte alle 44 Spiele. Nachdem er bereits im Sommer 2012 ein Nachwuchstrainingslager der Chicago Blackhawks besucht hatte, verbrachte er die Saison 2012/13 noch in Bowling Green, ehe er im März 2013 als Free Agent einen Einstiegsvertrag bei den Ottawa Senators unterschrieb.

### Ottawa Senators
Hammond nahm an der Saisonvorbereitung der Senators teil, wurde aber im Zuge dessen an die Binghamton Senators, das Farmteam aus der American Hockey League (AHL), abgegeben. In Binghamton stand der Kanadier regelmäßig zwischen den Pfosten, ehe er im Februar 2014 erstmals in den Kader der Ottawa Senators berufen wurde. Er ersetzte Craig Anderson, dessen Frau ein Kind erwartete, und fungierte als Ersatztorwart hinter Robin Lehner. Bereits in seinem ersten Spiel kam Hammond zu 35 Minuten Eiszeit, als er Lehner ersetzte, der bis dahin sechs Tore gegen die Detroit Red Wings zugelassen hatte. Hammond parierte in der Folge elf Schüsse und ließ kein weiteres Gegentor zu. Dieses Debüt in der National Hockey League (NHL) sollte sein einziges Spiel in der höchsten nordamerikanischen Liga bleiben; in der AHL verbuchte er in 48 Spielen eine Fangquote von 91,0 %.
Auch zu Beginn der Saison 2014/15 spielte der Torwart weiterhin für die Binghamton Senators, ehe er im Februar 2015 erneut ins NHL-Aufgebot berufen wurde, da Robin Lehner sich im Spiel zuvor verletzt hatte. Hammond absolvierte die folgenden vier Spiele, erzielte dabei zwei Shutouts und hatte somit maßgeblichen Anteil daran, dass die Senator zum zweiten Mal in der Spielzeit mehr als zwei Spiele in Folge gewannen. Nachdem er durch diese Leistungen auch zum First Star dieser Woche gekürt wurde, etablierte er sich im Kader der Senators und erhielt weitere Einsatzzeit. Von den ersten zwölf Spielen mit ihm als ersten Torhüter hatte die Mannschaft elf gewonnen, wobei Hammond einen Rekord aus der NHL-Saison 1938/39 einstellte: Ebenso wie damals Frank Brimsek gelang es ihm, in den ersten zwölf Starts jeweils weniger als drei Gegentore zuzulassen. Am 19. März hatte er die Möglichkeit, diesen Rekord im Spiel gegen die Boston Bruins zu übertreffen, jedoch gewannen die Senators mit 6:4 gegen die Bruins.
In Würdigung seiner Leistungen wurde er zum NHL-Spieler des Monats März gekürt und erhielt im Anschluss an die Saison 2014/15 einen neuen Dreijahresvertrag bei den Senators. Zu Beginn der Saison 2016/17 verlor seinen Platz im NHL-Kader der Senators an den von den Pittsburgh Penguins verpflichteten Mike Condon, sodass er erneut in der AHL zum Einsatz kam.

### Stete Wechsel
Im November 2017 gaben die Senators den Torhüter im Rahmen eines größeren Tauschgeschäfts samt Shane Bowers, einem Erstrunden-Wahlrecht im NHL Entry Draft 2018 sowie einem Drittrunden-Wahlrecht im NHL Entry Draft 2019 an die Colorado Avalanche ab. Zudem transferierten sie Kyle Turris zu den Nashville Predators, die ihrerseits Samuel Girard, Wladislaw Kamenew sowie ein Zweitrunden-Wahlrecht für den Draft 2018 nach Colorado schickten, sodass die Senators im Endeffekt für insgesamt vier Spieler und drei Draftpicks Matt Duchene von der Avalanche verpflichteten. Hammond selbst wurde direkt nach dem Transfer zurück an die Belleville Senators verliehen, die seit Saisonbeginn als neues Farmteam Ottawas fungieren. Im Februar 2018 wurde er schließlich endgültig nach Colorado berufen.
Am Ende der Saison 2017/18 erhielt Hammond jedoch keinen weiterführenden Vertrag in Colorado, sodass er sich im Juli 2018 als Free Agent den Minnesota Wild anschloss. In gleicher Weise wechselte er nach einem Jahr ohne NHL-Einsatz zu den Buffalo Sabres, bevor er im Dezember 2020 zu den Minnesota Wild zurückkehrte. In deren Organisation blieb er in der Spielzeit 2020/21 hinter Cam Talbot und Kaapo Kähkönen ohne Einsatz. Anschließend stand er bis Februar 2022 bei den Iowa Wild auf dem Eis, ehe er im Tausch für Brandon Baddock an die Canadiens de Montréal abgegeben wurde. Diese sandten ihn nach vier NHL-Partien bereits einen Monat später im Tausch für Nate Schnarr zu den New Jersey Devils, wo der Torwart die Spielzeit beendete. In der Folge nahm er im Sommer einen angebotenen Probevertrag der Florida Panthers an. Allerdings wechselte er vor Beginn des Trainingscamps im September 2022 zum HK Traktor Tscheljabinsk aus der Kontinentalen Hockey-Liga (KHL), beendete das Engagement – nach lediglich zwei Einsätzen bis Mitte Oktober in einer Back-up-Rolle – jedoch vorzeitig. Kurz vor Weihnachten 2022 gab der 34-Jährige das Ende seiner aktiven Karriere bekannt und zog sich damit aus dem Leistungssport zurück.

## Erfolge und Auszeichnungen
| - 2009 BCHL Top Goaltender Award - 2009 Fred-Page-Cup-Gewinn mit den Vernon Vipers - 2009 Doyle-Cup-Gewinn mit den Vernon Vipers | - 2009 Royal-Bank-Cup-Gewinn mit den Vernon Vipers - 2015 NHL-Spieler des Monats März |

## Karrierestatistik
(Legende zur Torhüterstatistik: GP oder Sp = Spiele insgesamt; W oder S = Siege; L oder N = Niederlagen; T oder U oder OT = Unentschieden oder Overtime- bzw. Shootout-Niederlage; Min. = Minuten; SOG oder SaT = Schüsse aufs Tor; GA oder GT = Gegentore; SO = Shutouts; GAA oder GTS = Gegentorschnitt; Sv% oder SVS% = Fangquote; EN = Empty Net Goal; 1 Play-downs/Relegation; Kursiv: Statistik nicht vollständig)

## Sonstiges
Hammonds Spitzname ist The Hamburglar, ein Portmanteauwort aus Hamburger und burglar (dt.: „Einbrecher“). Er erhielt ihn in Anspielung auf die gleichnamige Werbefigur der Restaurantkette McDonald’s, da Hammond dort nach eigener Angabe sehr gerne isst. Nach seinen Aufsehen erregenden ersten NHL-Einsätzen wurde ihm von sechs McDonald’s-Restaurants aus der Umgebung Ottawas eine lebenslange kostenlose Verpflegung garantiert.
Mit Beginn der Saison 2015/16 läuft Hammond mit einer Maske auf, die (neben dem Hamburglar) mit einem Schmetterling und den Initialen J. P. verziert ist. Er ehrt damit einen fünfzehnjährigen Fan der Senators, der an Epidermolysis bullosa (umgangssprachlich „Schmetterlingshaut“) leidet, und möchte zugleich mehr Aufmerksamkeit für die Erkrankung schaffen.